# Gare d'Alleur
La gare d'Alleur est une ancienne gare ferroviaire de la ligne 31, de Liers à Ans, située à Alleur, dans la commune d'Ans, faisant partie l'agglomération de la ville belge de Liège, en Région wallonne dans la province de Liège.
Mise en service en 1976 par la SNCB, elle ferme en 1984. Un RAVeL et une route traversent désormais le site.

## Situation ferroviaire
Établie à 170 m d'altitude, la gare d'Alleur était située au point kilométrique (PK) 4.0 de la ligne 31, de Liers à Ans, entre les gares de Rocourt et d'Ans-Est.

## Histoire
La ligne 31 ferme aux voyageurs en 1941. Elle comptait alors deux gares : Ans-Est et Rocourt.
En 1973, la SNCB rouvre la ligne aux voyageurs en y créant deux arrêts additionnels : Rocourt-Clinique (en 1973) et Alleur (en 1976). D'abord exploitée en traction diesel comme l'était la ligne 34 de Liège à Tongres, elle est électrifiée en 1976.
Le point d'arrêt est installé en partie sous le nouveau pont de l'autoroute A15, prévu pour une seconde voie qui avait déjà disparu. Le quai, assez large, occupe cet emplacement et se prolonge en direction de Rocourt.
Le trafic étant jugé insuffisant, toutes les gares de la ligne ferment le 3 juin 1984 lors de l'instauration du plan IC-IR et la caténaire est démontée. La voie est démantelée en 1996 entre Ans et Rocourt (arsenal).
Par la suite[Quand ?], le pont sous l'autoroute est réaffecté pour y faire passer l'avenue du Progrès, entraînant la disparition des restes du quai. Un chemin RAVeL a été installé sur l'ancienne voie ferrée.